# Adoilson Costa
Adoilson Costa, conhecido como Bagaço (Presidente Epitácio, 13 de setembro de 1964), é um ex-futebolista brasileiro que atuava como meia-atacante. Foi campeão por sete anos consecutivos, em três competições distintas.

## Carreira
Inciou carreira no time amador do Beira-Rio de Presidente Epitácio e profissionalizou-se no Rio Branco Esporte Clube com apenas dezesseis anos. Na década de 1980, jogou o Campeonato Paulista pelo Esporte Clube Corinthians e no Sport Club Corinthians Paulista.
Em 1988, foi contratado pelo Grêmio Maringá para o estadual e no mesmo ano, foi emprestado para o Esporte Clube XV de Novembro, retornando para Maringá no ano seguinte.
Em janeiro de 1990, foi contratado pelo Paraná Clube (foi o quinto jogador contratado pelo clube criado em dezembro de 1989), tornando-se campeão estadual em 1991, 1993 e 1994, além do título de campeão brasileiro da série-B de 1992.
Em 1994, foi contratado pelo Esporte Clube Vitória, sendo campeão baiano em 1995, 1996 e 1997 e um dos maiores artilheiros do rubro-negro.
Antes de aposentar-se, jogou no Associação Atlética Internacional e no Londrina Esporte Clube.

## Títulos
- Campeonato Brasileiro:  Série B de 1992;
- Campeonato Paranaense: 1991 - 1993 - 1994
- Campeonato Baiano: 1995 - 1996 - 1997